# Coteau du Missouri
Coteau du Missouri nebo Missouri Plateau (česky Missourská plošina) je plošina ve státech Severní Dakota a Jižní Dakota v severní části Spojených států amerických. Missourská plošina se rozkládá podél východního břehu řeky Missouri. Je součástí Velkých planin. Severní a severovýchodní část plošiny zasahující na území Kanady, do provincií Saskatchewan a Alberta, má glaciální reliéf (kanadská část bývá nazývána Palliser's Triangle). Oblast je charakteristická zvlněnou, mírně kopcovitou krajinou porostlou travinami. Dalším typem reliéfu v oblasti jsou tzv. badlandy. Jedná se o krajinu, která leží pod úrovní plošiny. Vzniká na nezpevněných sedimentech nebo zvětralinách, které rychle podléhají erozi.